# Hugues de Toucy
Hugues de Toucy, issu de la maison de Toucy, est un prélat français de la fin du XIIe siècle.

## Biographie

### Origines
Il est issu de la maison de Toucy et serait un cousin de Narjot II, seigneur de Toucy. Il est le fils de Girard de Narbonne, patronyme des premiers seigneurs de Toucy, et de son épouse Agnès
Il est le frère de Guillaume de Toucy, évêque d'Auxerre de 1167 à sa mort en 1181 et d'Hervé de Toucy, prévôt de Sens.

### Carrière ecclésiastique
Il est d'abord chanoine et grand chantre à Sens avant d'accéder au siège épiscopal en 1142. Il a alors dans son entourage ses frères Guillaume de Toucy qui est alors archidiacre puis prévôt avant de devenir évêque d'Auxerre, ainsi qu'Hervé de Toucy qui sera également prévôt de Sens.
En 1168, il offre l'hospitalité au pape Alexandre III alors en exil en France.
Une lettre du clergé de Sens à l'évêque de Chartres démontre quel était son mérite. Le jour de sa mort semble incertaine.

## Source
- Ernest Petit, Histoire des ducs de Bourgogne de la race capétienne, 1889.